# Fredholm (kráter)

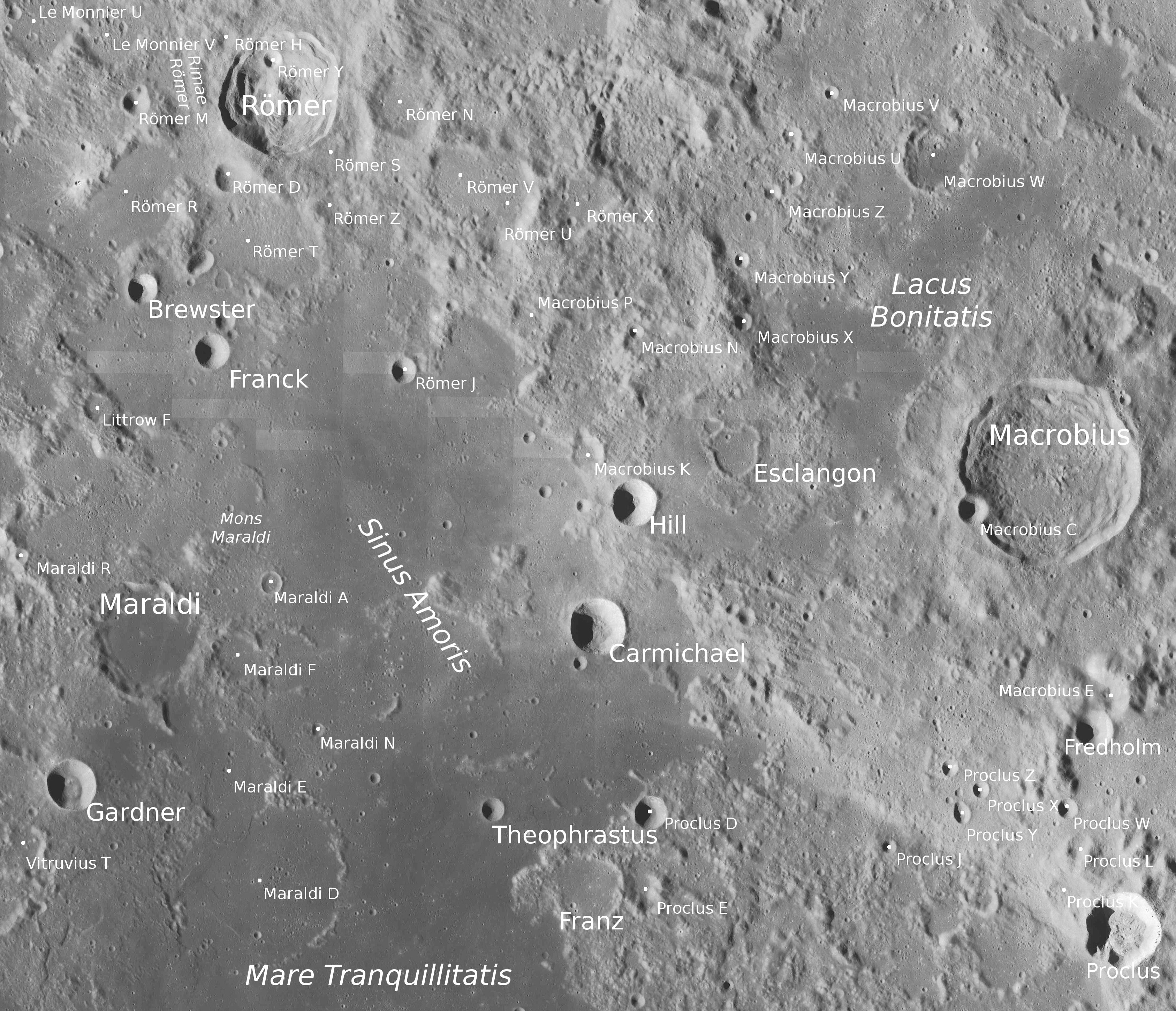
Kráter Fredholm a okolí.

Fredholm je nevelký impaktní kráter nacházející se poblíž západního okraje Mare Crisium (Moře nepokojů) na přivrácené straně Měsíce. Má průměr 15 km, pojmenován je podle švédského matematika Erika Ivara Fredholma. Je miskovitého tvaru s malou plochou dna kolem středu. Než jej Mezinárodní astronomická unie přejmenovala, nesl název Macrobius D.
Severně leží dvojice kráterů Macrobius a Tisserand, jižně polygonální kráter Proclus s výraznými paprsky.